# Erina caeruleolactea
Erina caeruleolactea är en fjärilsart som beskrevs av Lucas 1891. Erina caeruleolactea ingår i släktet Erina och familjen juvelvingar. Inga underarter finns listade i Catalogue of Life.